# ラディスラオ・マズルケビッチ
ラディスラオ・マズルケビッチ（Ladislao Mazurkiewicz, 1945年2月14日 - 2013年1月2日）は、ウルグアイ・マルドナド県出身の元サッカー選手、サッカー指導者。元ウルグアイ代表。ポジションはゴールキーパー。ポーランド系ウルグアイ人。1960年代から1970年代の南米を代表するゴールキーパー、あるいはウルグアイサッカー史上最高のゴールキーパーの一人と評されている。

## 経歴

### クラブ
マズルケビッチはポーランド出身の父とスペイン出身の母との間に生まれた。モンテビデオ郊外のラシン・クラブ・デ・モンテビデオで育ち、当初はディフェンダーを務めていたがクラブの幹部から不適格と見做され、15歳の時にゴールキーパーへ転向した。また、少年時代にはサッカーのほかにバスケットボールの選手を務めており、サッカーよりもバスケットボールに傾倒した時期もあったが、この経験がキーパーに必要な敏捷性やジャンプ力をもたらした。
キーパーに転向後すぐに頭角を現し、1963年にラシンとプロ契約を結ぶと、1965年にCAペニャロールへ移籍した。当初はルイス・マイダナが正キーパーを務めていたが、同年に行われたコパ・リベルタドーレス準決勝のサントスFC戦からポジションを獲得。1966年の同大会決勝ではアルゼンチンのCAリーベル・プレートを下して優勝、さらにインターコンチネンタルカップではスペインのレアル・マドリードを相手に無失点に抑えて優勝に貢献した。また、1968年に行われたダヌービオFC戦から同年10月13日に行われたCAリーベル・プレート戦にかけて985分間無失点という国内記録を打立てており、2003年にグスタボ・ムヌアがこの無失点記録に迫ったが記録更新は逃した。
1971年、ブラジルのアトレチコ・ミネイロへ移籍し評価を得た後、1974年にスペインのグラナダCFへ移籍したが手首の怪我のため2シーズンに2試合の出場に止まった。その後、チリのCDコブレロア、コロンビアのアメリカ・デ・カリでプレーした後、古巣のCAペニャロールに復帰し1981年限りで現役を引退した。

### 代表
ラシン在籍時の1964年にU-20ウルグアイ代表に招集され、コロンビアで開催された南米ユース選手権に参加したが、正キーパーはペニャロールのエドゥアルド・ガルシア・バルガラが務めたため出場機会はなかった。
ウルグアイ代表としては1965年1月に行われた東ドイツ代表戦でデビュー。1966年にイングランドで開催された1966 FIFAワールドカップではグループリーグをフランス代表戦でのPKによる1失点に抑えイングランド代表次いで2位で決勝トーナメントに進出。準々決勝ではウルグアイが2人の退場者を出したこともあり西ドイツ代表に4失点を喫して敗れたが、マズルケビッチ自身は大会を通じてソ連のレフ・ヤシン、イングランドのゴードン・バンクスと並ぶ世界的キーパーとの評価を得た。
1967年、地元ウルグアイで開催されたコパ・アメリカではパラグアイ代表戦とアルゼンチン代表戦の2試合に出場し優勝に貢献。1970年、メキシコで開催された1970 FIFAワールドカップでは準々決勝までの4試合で1失点に抑えたが、準決勝ではブラジル代表に1-3、3位決定戦では西ドイツ代表に0-1のスコアで敗れ4位という結果に終わった。一方、この大会でも安定した守備を見せたことから大会NO.1キーパーという評価を得た。
その後、代表から遠ざかっていたが1974年に西ドイツで開催された1974 FIFAワールドカップの直前にウルグアイサッカー協会が所属クラブのアトレチコ・ミネイロに対して違約金を支払う形で呼び戻された。この時期のウルグアイ代表は低迷期にあり、マズルケビッチ自身は往時のプレーを見せたものの、グループリーグで敗退した。同年6月23日に行われたスウェーデン代表戦が最後の試合出場となった。ウルグアイ代表としての通算成績は国際Aマッチ36試合出場。

### 引退後
現役引退後はサッカー指導者に転じ、1988年から1989年にかけて古巣のCAペニャロールの監督を務めた。2002年に日本と韓国で共同開催された2002 FIFAワールドカップではウルグアイ代表のゴールキーパーコーチ、晩年はCAペニャロールのゴールキーパーコーチを務めた。
2013年1月2日、呼吸器疾患のために死去。67歳没。

## タイトル

### クラブ
ペニャロール
- プリメーラ・ディビシオン : 1967, 1968, 1981
- コパ・リベルタドーレス : 1966
- インターコンチネンタルカップ : 1966

アトレチコ・ミネイロ
- カンピオナート・ブラジレイロ : 1971

### 代表
- 南米ユース選手権 : 1964
- コパ・アメリカ : 1967